# Ronald Pofalla
Ronald Pofalla (ur. 15 maja 1959 w Weeze) – niemiecki polityk i prawnik, działacz Unii Chrześcijańsko-Demokratycznej (CDU), poseł do Bundestagu, w latach 2009–2013 szef Urzędu Kanclerza Federalnego.

## Życiorys
Po ukończeniu szkoły średniej do 1981 kształcił się w zakresie pedagogiki społecznej w Fachhochschule w Düsseldorfie. Następnie do 1987 studiował prawo na Uniwersytecie w Kolonii. W 1987 i 1991 zdał państwowe egzaminy prawnicze I oraz II stopnia. Do 1991 pracował w sądzie w Kleve, następnie podjął praktykę w zawodzie adwokata.
W 1975 wstąpił do Unii Chrześcijańsko-Demokratycznej, był m.in. przewodniczącym jej organizacji młodzieżowej Junge Union w Nadrenii-Westfalii (1986–1992). Od 1979 do 1992 zasiadał w radzie gminy Weeze, pełnił funkcję przewodniczącego klubu radnych CDU. W 1991 stanął na czele struktur CDU w powiecie Kleve, a dziewięć lat później objął przewodnictwo nad CDU w rejencji Nadrenia. W 1995 zasiadał w zarządzie krajowym partii w Nadrenii Północnej-Westfalii oraz we władzach Fundacji Konrada Adenauera.
W 1990 uzyskał po raz pierwszy mandat posła do Bundestagu, z powodzeniem ubiegał się o reelekcję w 1994, 1998, 2002, 2005, 2009 i 2013. Poza głosowaniem 1990 był zawsze wybierany w okręgu jednomandatowym Kleve.
W latach 2004–2005 pełnił funkcję wiceprzewodniczącego klubu poselskiego CDU/CSU ds. gospodarki, pracy i stanu średniego. Później zajmował stanowisko sekretarza generalnego federalnych struktur CDU (2005–2009). W latach 2009–2013 sprawował urząd szefa Urzędu Kanclerza Federalnego w drugim rządzie Angeli Merkel.
W grudniu 2014 złożył mandat poselski w związku z podjęciem od stycznia 2015 zatrudnienia w Deutsche Bahn. Początkowo odpowiadał za relacje polityczne i stosunki międzynarodowe, po czym w sierpniu 2015 został członkiem zarządu tego przedsiębiorstwa. Stanowisko to zajmował do 2022.